# Nemophora degeerella
Bướm đêm sừng dài (Nemophora degeerella) là một loài bướm đêm thuộc họ Adelidae. Sải cánh của con bướm từ 16 đến 23 cm. Loài bướm đêm sừng dài con đực có râu dài đến gấp 5 lần chiều dài thân chúng, còn con cái có râu ngắn hớn. Nơi sinh sống của chúng là các rừng ngập nước. Loài bướm này khá phổ biến ở Tây Âu.
Mùa bay của chúng từ tháng 5 đến tháng 7. Sâu bướm ăn lá thối cây bạch dương. Con bướm trưởng thành ăn Persicaria bistorta, Leucanthemum vulgare.

## Hình ảnh

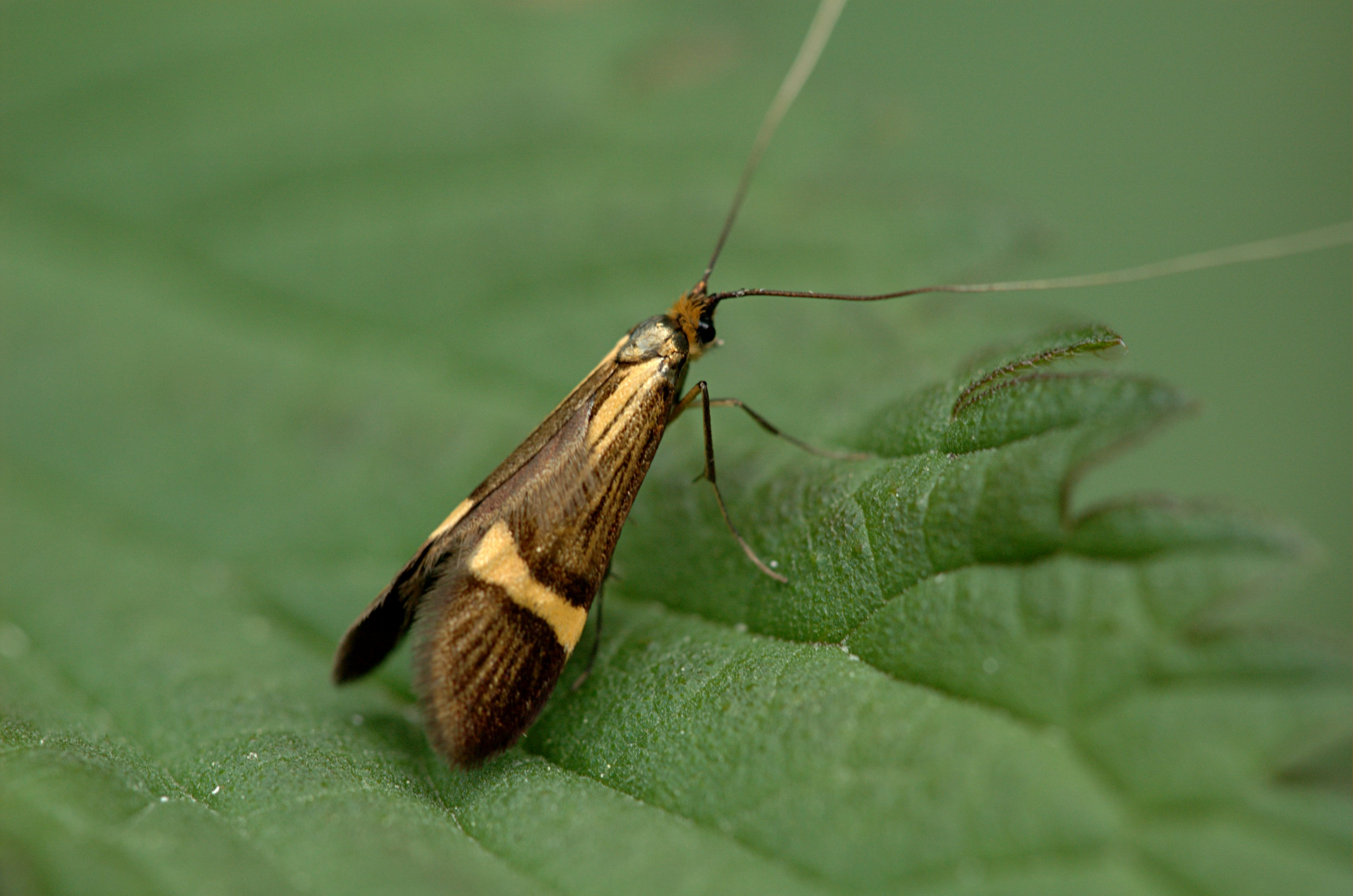
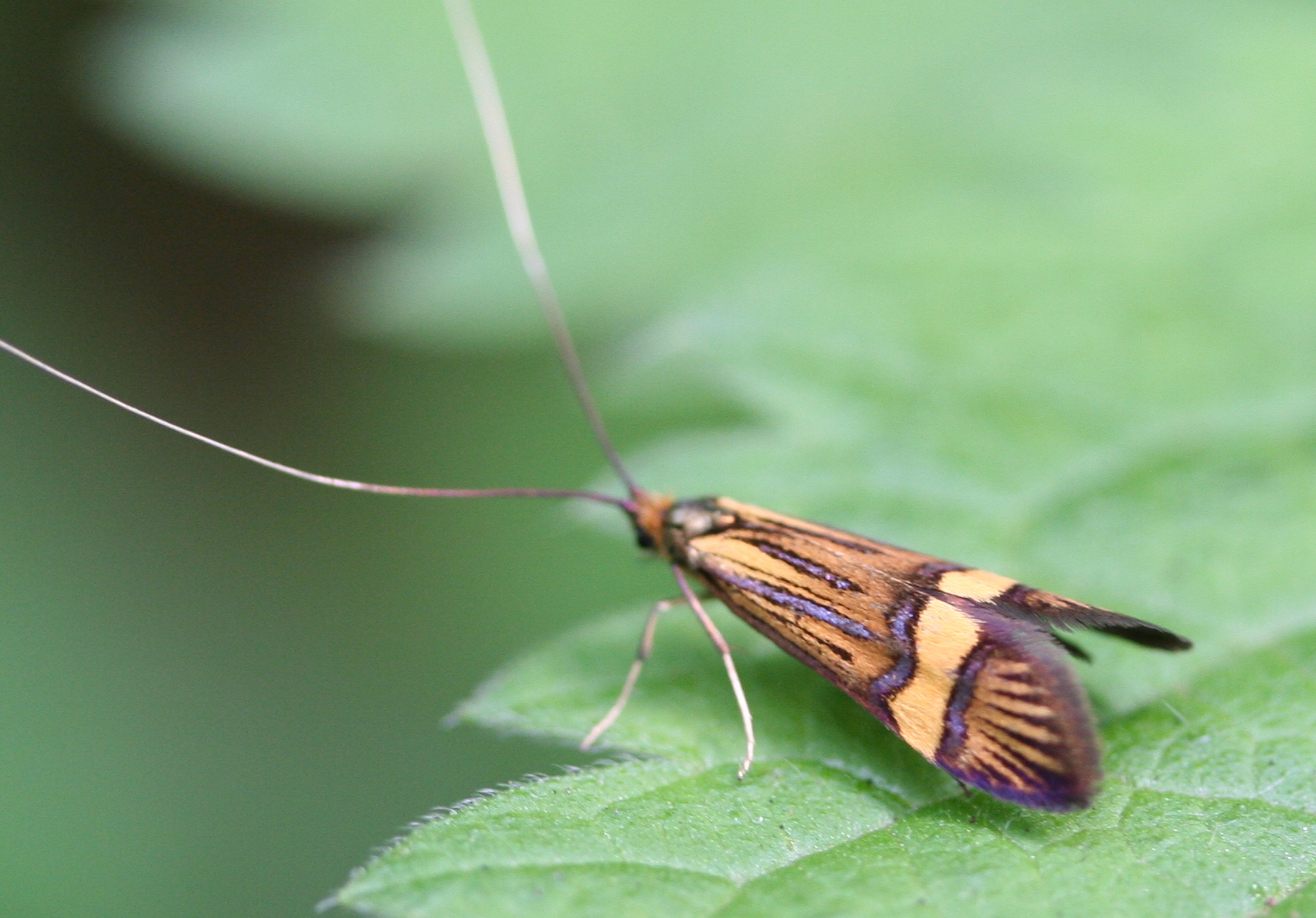
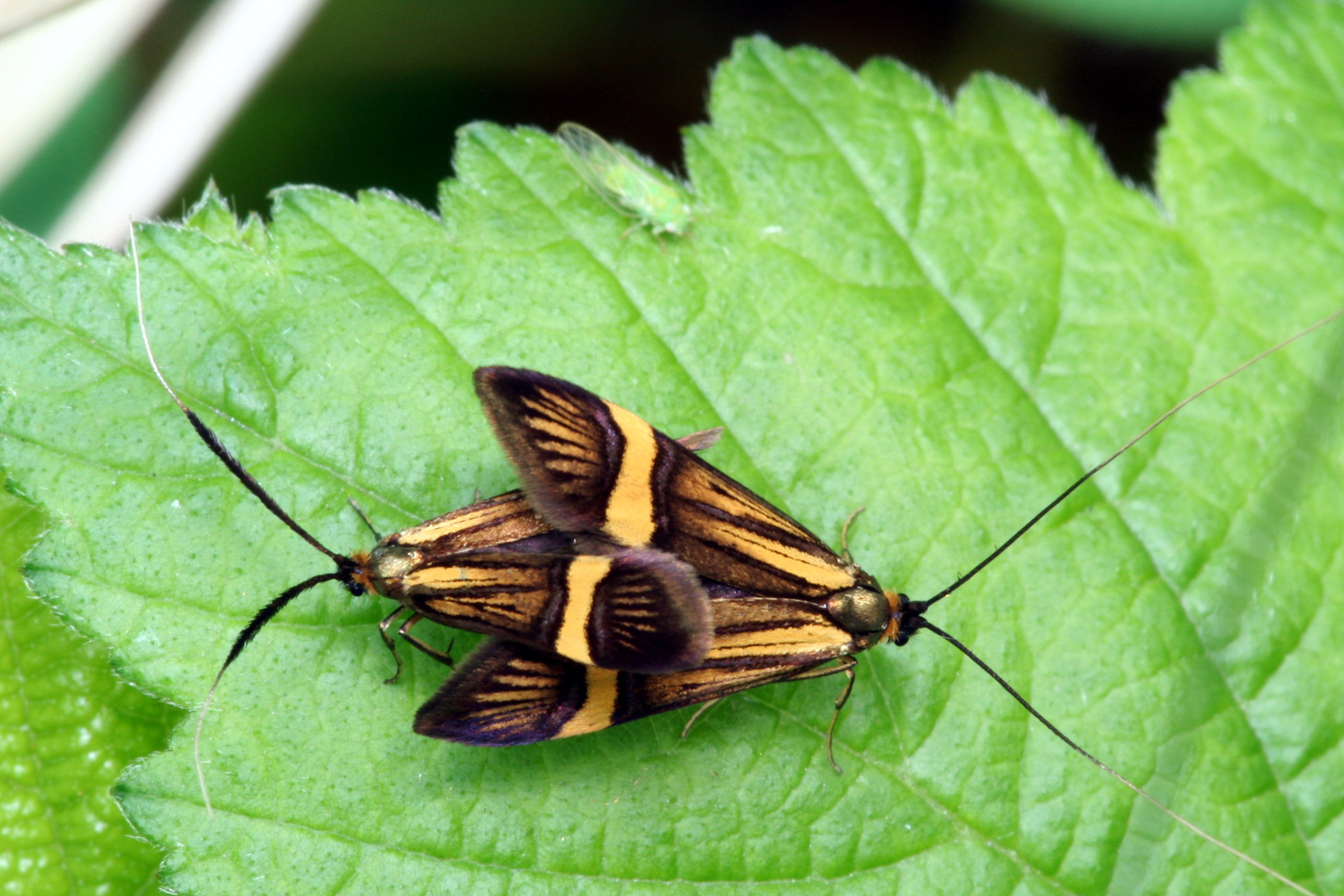
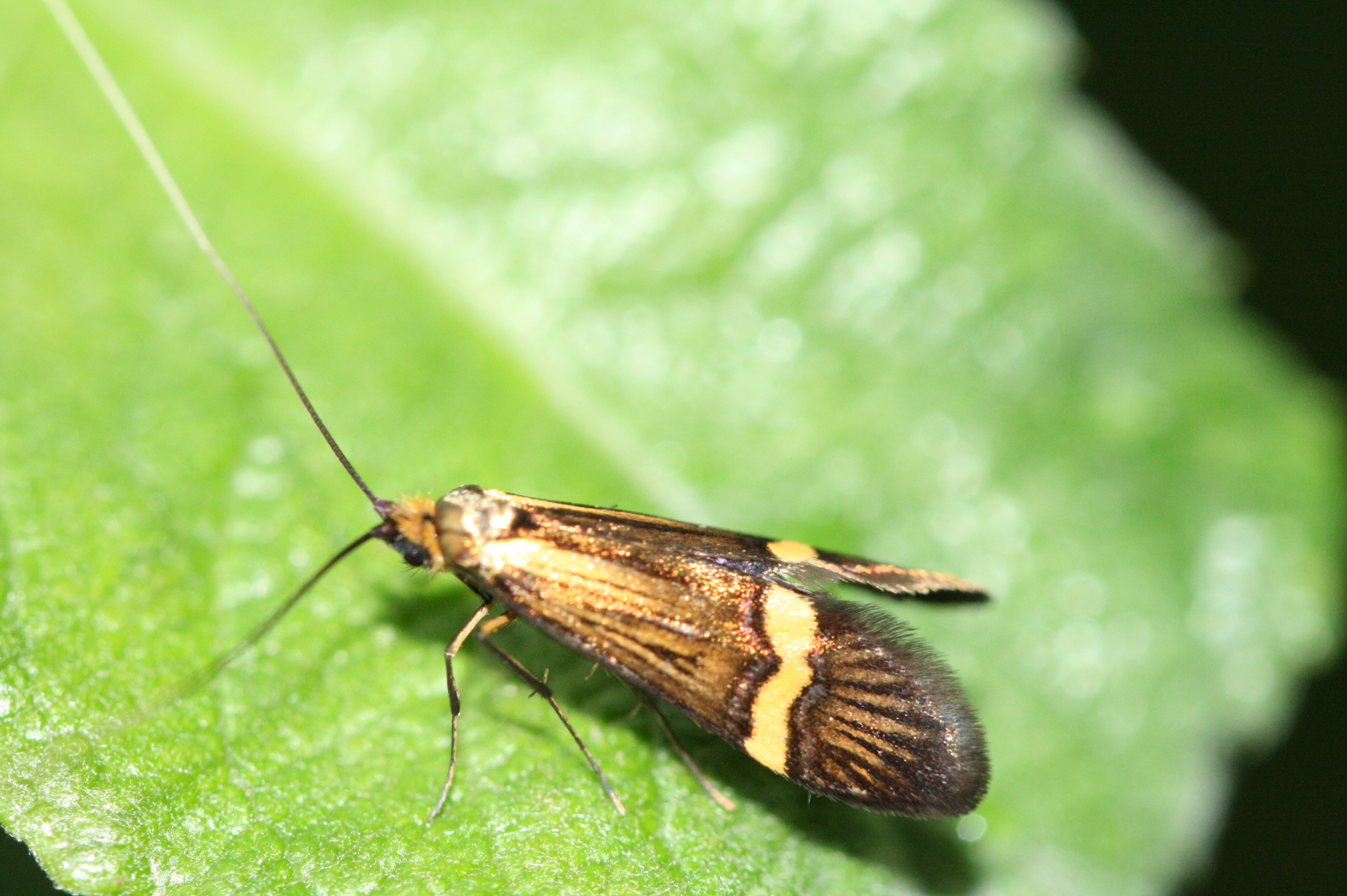